# Rothéneuf
Rothéneuf est un quartier au nord-est de la ville de Saint-Malo et une ancienne paroisse d'Ille-et-Vilaine, situé sur la côte nord de la Bretagne, en France, sur le bord du havre homonyme.
Il existe plusieurs gentilés : Rothéien, Rothénien ou Rothéneuvien.

## Géographie

### Situation
Rothéneuf donne sur un grand port naturel, le havre de Rothéneuf, qui s'ouvre sur la mer par un goulet entre la pointe de Rothéneuf et l'Île Besnard (en fait une presqu'île).

### Cadre géologique

Carte géologique du Massif armoricain, avec au nord-est le batholite mancellien et ses nombreux plutons de granite cadomien (Trégor, Lanhélin, Louvigné, Vire, Avranches…). Ce batholite dessine une ellipse de 150 km (d'Alençon à la Rance) sur 90 km (de Vitré à Vire).

Rothéneuf est localisée dans la partie médiane du domaine nord armoricain, unité géologique du Massif armoricain qui est le résultat de trois chaînes de montagne successives. Le site géologique de Rothéneuf se situe plus précisément dans un bassin sédimentaire essentiellement briovérien limité au sud par un important massif granitique cadomien, le pluton de Lanhélin qui fait partie d'un ensemble plus vaste, le batholite mancellien,. 
L'histoire géologique de la région est marquée par le cycle cadomien (entre 750 et 540 Ma) qui se traduit par la surrection de la chaîne cadomienne qui devait culminer à environ 4 000 m. À la fin du Précambrien supérieur, les sédiments briovériens environnants sont fortement déformés, plissés et métamorphisés par l'orogenèse cadomienne qui implique un fort épaississement crustal, formant essentiellement des schistes et des gneiss. Cette déformation développe une succession d'antiformes (Saint-Jacut-Rothéneuf, le Minihic et Plouer) correspondant à des chevauchements à vergence sud-est, séparés par des synformes (la Richardais et Saint-Suliac) d'orientation N60°, plis d'autant plus déversés vers le Sud que l'on se rapproche du noyau migmatitique. Ce noyau de forme elliptique (25 km x 6 km), ceinturé d'une enveloppe gneissique et micaschisteuse, correspond à la région de Dinard-Saint-Malo. L'épaississement, consécutif à l'écaillage tectonique du domaine orogénique, a en effet provoqué la fusion crustale à l'origine de la mise en place des dômes anatectiques (migmatites de Guingamp et Saint-Malo, développées aux dépens des sédiments briovériens) qui est datée entre 560 et 540 Ma. Les massifs granitiques du Mancellien scellent la fin de la déformation ductile de l'orogenèse cadomienne.
Les paragneiss à grain fin, en bancs décimétriques et finement foliés, affleurent au nord de Saint-Jacut-de-la-Mer. De nombreuses veinules quartzo-feldspathique traduisent les effets d'un début de migmatisation, ces roches étant d'ailleurs en contact avec des migmatites (côte entre Rothéneuf et l'Anse du Verger près de Cancale).

## Toponymie
Le nom de la localité est attesté sous les formes Roteneuf en 1493, Roteneuc en 1558, Rosteneuc au XVIe siècle. 
Ce nom de lieu ne semble pas attesté avant la fin de la période médiévale. Il fut longtemps écrit Roténeuf. La prononciation moderne est Rotneu. 
Il s'agit d'une formation toponymique médiévale composée du nom commun breton ros ou roz signifiant « coteau »[réf. nécessaire] et de l'anthroponyme breton Tinoc ou Tenoc.
Remarque : la graphie -neuf témoigne d'une substitution du -c final du suffixe breton -euc ou -oc, par un -f, laissant supposer l'influence médiévale du mot français neuf. La prononciation locale témoigne de l'amuïssement du -c final, bien qu'il soit possible qu'il s'agisse de l'amuïssement plus tardif du -f final, comme souvent dans les formation dialectales cf. le Neubourg, Neuchâtel, etc.

## Histoire

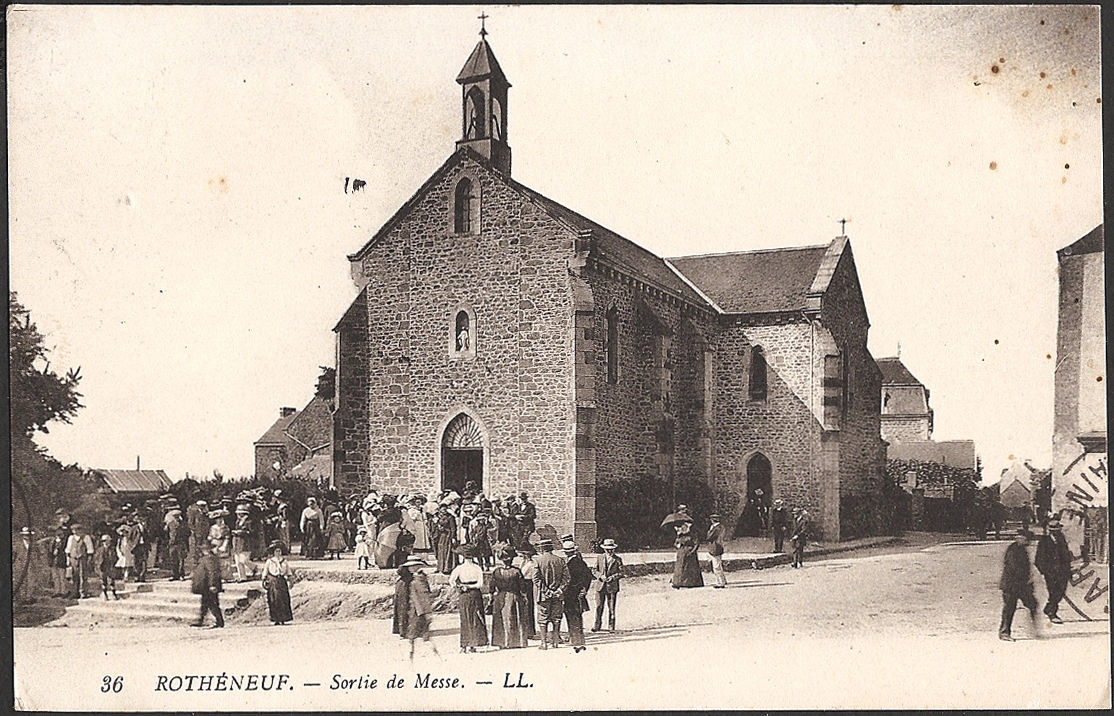
Église de Rothéneuf en 1910.

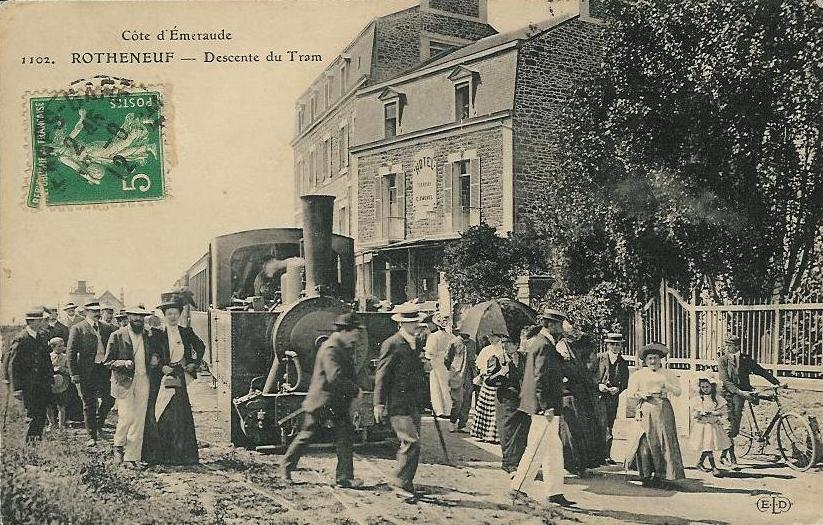
L'ancien tramway à Rothéneuf

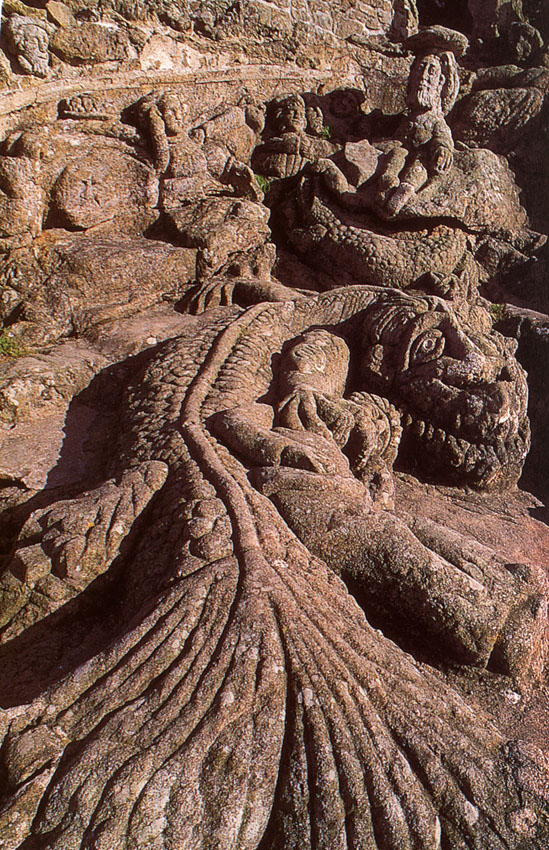
Détail des Rochers sculptés de l'abbé Fouré – Monstre marin et personnages.

On sait[Qui ?] que Rothéneuf fut un village ancien de pêcheurs et de laboureurs, dépendant du bailliage de Paramé, fief vassal du seigneur évêque de Saint-Malo et de son chapitre. Rothéneuf est porté sur la carte de Cassini.  Il y avait seulement une chapelle pour le village, chapelle où Jacques Cartier serait venu prier avant chacun de ses voyages. Cette chapelle, en très mauvais état, fut détruite sous la Révolution. Relevée de ses ruines en 1816, elle fut desservie ensuite par un vicaire de Paramé. Il s'y tenait régulièrement  une « assemblée », équivalent du pardon en Basse-Bretagne.
Le havre fut un temps protégé par un corps de garde bâti près de son entrée et armé de trois canons.  
Dans une description de 1757, il est mentionné à Rothéneuf la présence de « 210 maisons presque toutes occupées par des pêcheurs et des gens du païs ».
Le manoir de Limoëlou, demeure de Jacques Cartier, se trouve sur le point culminant de Rothéneuf. Parmi les plus anciennes demeures encore existantes, se trouve aussi celle du Hindre. 
La paroisse de Rothéneuf fut établie par décret de Napoléon III du 4 juin 1866 et par ordonnance épiscopale du 10 juillet de la même année. Une nouvelle église fut construite en 1869.
La station balnéaire se développa à partir de 1881. La première villa construite au bord du havre fut celle de l'abbé Lamarche.
Rothéneuf fut rattaché à la commune de Paramé.  En 1893, des notables de Saint-Malo créèrent la Société anonyme des entreprises et terrains de Paramé Rothéneuf qui obtint deux ans plus tard, la prolongation du tramway. De juin 1896 à 1916 environ Rothéneuf sera relié par une ligne de tramway à vapeur (voie étroite de 0,60 m) de trois kilomètres reliant la commune à Paramé. La société Decauville qui gérait la ligne fit faillite en 1914. La ligne fut déclassée par décret en 1931.
L'abbé Fouré s'installe à Rothéneuf en 1896 et va sculpter les rochers côtiers pendant 16 ans.
Rothéneuf fait partie de la commune de Saint-Malo depuis la fusion en 1967 des 3 communes (Paramé, Saint-Servan et Saint-Malo). Une partie du village s'étend sur la commune de Saint-Coulomb.

## Patrimoine local et culturel

### Site naturel
- Le havre de Rothéneuf, grand havre naturel;

### Patrimoine civil
- Manoir de Limoëlou où habita Jacques Cartier, qui compte parmi les premiers Européens à naviguer dans le golfe du fleuve Saint-Laurent au Canada;
- Malouinière du Lupin, située dans la partie sud, au fond du havre.

### Patrimoine religieux

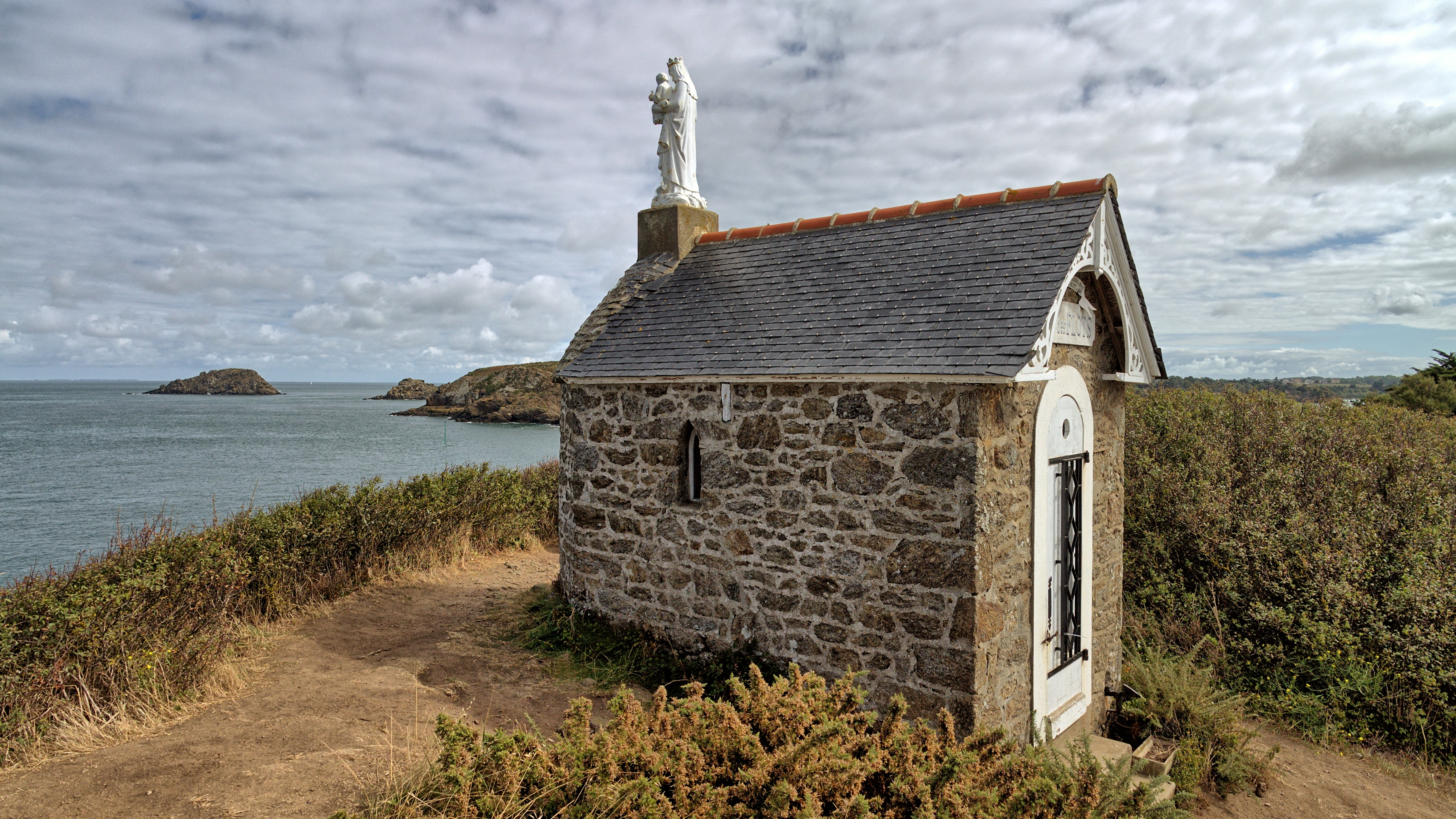
La chapelle Notre-Dame des Flots.

- Rochers sculptés, ensemble de rochers côtiers sculptés par l'abbé Fouré entre 1894 et 1909, soit pendant seize ans;
- la Chapelle Notre-Dame-des-Flots[15] : ancienne guérite des douaniers reconvertie en chapelle en 1889.

## Pointe de Rothéneuf aux Kerguelen
Le nom de pointe de Rothéneuf a été donné, en souvenir du bourg de Rothéneuf, à une pointe de l'archipel des Kerguelen, dans le sud de l'océan Indien par Raymond Rallier du Baty lors de l'expédition de La Curieuse en 1913.  Cette pointe se trouve dans la baie d'Orvilliers, une baie de la presqu'île Joffre au nord de la Grande Terre, l'île principale de l'archipel austral.